# Calpurnia
Calpurnia là một chi thực vật có hoa trong họ Đậu.
Chi này gồm các loài cây bụi hoặc cây nhỏ ở các rìa rừng. Nó rụng lá vào mùa đông ngoại trừ những cây mọc ở khu vực ẩm, nơi chúng thường xanh.

## Hình ảnh

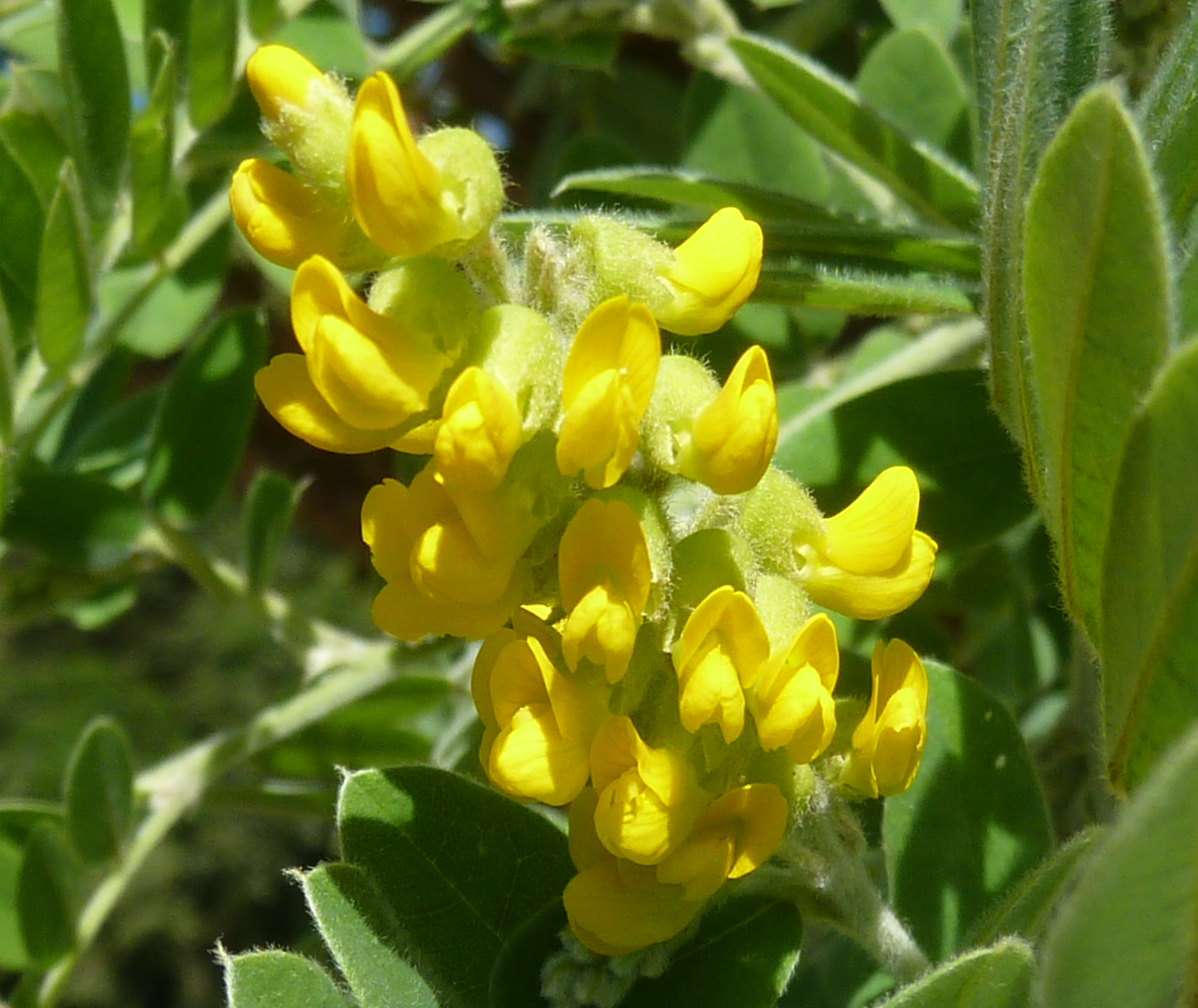
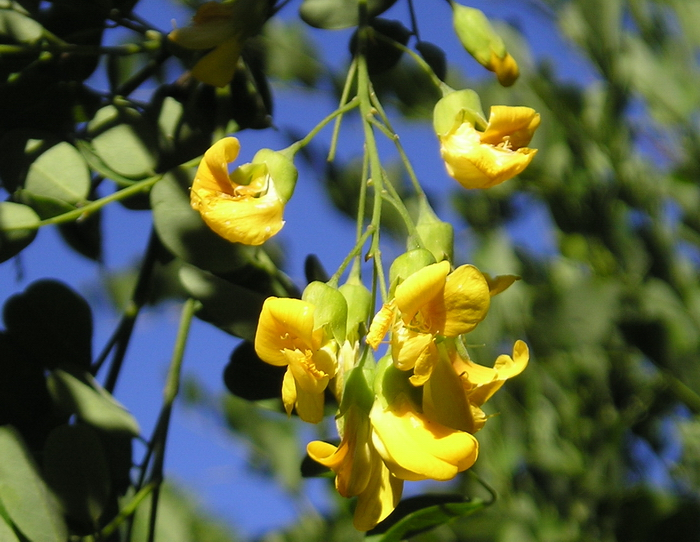

## Danh sách loài
- Calpurnia aurea
  - Calpurnia aurea aurea
  - Calpurnia aurea sylvatica
- Calpurnia capensis
- Calpurnia glabrata
- Calpurnia robinioides
- Calpurnia sericea
- Calpurnia villosa
- Calpurnia woodii